# Adverbe en français
On appelle adverbe (abréviation adv) une catégorie de mot, ou un segment (locution adverbiale) qui s'adjoint à un verbe, à un adjectif ou à un autre adverbe, pour en modifier ou en préciser le sens. Par exemple : rapidement, lentement, courageusement .
Par exemple : Ils sont rentrés rapidement.
L'adverbe peut aussi compléter une préposition, une conjonction de subordination, un mot-phrase ou un nom. Par exemple, « Il avait très faim, mais bizarrement il souriait ». L'adverbe bizarrement n'y joue pas le même rôle que dans « Il souriait bizarrement ».
On inclut également dans la catégorie des adverbes des segments qui ne répondent pas à cette définition, comme oui, non, peut-être, voici (adverbes modalisateurs)…
- Généralement invariable, l'adverbe constitue le noyau du syntagme adverbial :

Conformément à sa promesse, il est arrivé à l'heure.
Le syntagme adverbial « Conformément à sa promesse » (qui complète le verbe «est arrivé ») a pour noyau l'adverbe « Conformément ».
- L'adverbe est une catégorie lexicale (un mot plein) au même titre que le nom, l'adjectif ou le verbe. Mais par le fait qu'il est invariable, et par sa faculté à se combiner aux mots-outils pour former diverses locutions, il se trouve à la frontière du mot plein et du mot de liaison.

- Il peut souvent être assimilé à un complément circonstanciel :

Il travaille avec courage. / Il travaille courageusement.
Le syntagme nominal « avec courage » est complément circonstanciel de manière du verbe « travaille ». L'adverbe de manière « courageusement » complète le verbe « travaille » (ou encore : complément circonstanciel de manière de ce même verbe)…
- Certains adverbes peuvent être des représentants référentiels ou des représentants textuels, au même titre que les pronoms. C'est le cas par exemple, de certains adverbes de lieu (ici, là, ailleurs…) et de certains adverbes de temps (aujourd'hui, demain, hier…) :

Comme j'étais malade, je suis resté dedans.
L'adverbe « dedans » renvoie à « dans ma maison », « chez moi » [valeur référentielle].
Christophe est né à Ivry-la-Bataille. Là-bas, les hivers sont plus vigoureux qu'en Afrique du nord.
L'adverbe « là-bas » représente « Ivry-la-Bataille » [valeur textuelle]. L'énonciateur se trouve manifestement loin de cette ville au moment de l'énonciation.

## Catégorisation sémantique
Traditionnellement, les adverbes sont répartis sémantiquement en trois grandes sous-catégories : celle concernant le lieu et le temps ; celle concernant la manière, la quantité, l'affirmation, le doute ou la négation ; celle concernant la relation logique. À ces trois groupes il conviendra d'ajouter les adverbes de liaison, les adverbes employés comme mots interrogatifs ou exclamatifs, enfin, les adverbes modaux.
Certains adverbes peuvent appartenir à plusieurs sous-catégories différentes.

### Adverbes de lieu
Ce type d'adverbe apporte une indication de lieu au mot dont il est le satellite.
- Ailleurs, alentour, après, arrière, autour, avant, dedans, dehors, derrière, dessous, devant, ici, là, loin, où, partout, près, vis-à-vis, à droite, à gauche, là-bas…

### Adverbes de temps
Ce type d'adverbe apporte une indication de temps (durée ou chronologie) au mot dont il est le satellite.
- Alors, après, aujourd'hui, auparavant, aussitôt, autrefois, avant, bientôt, cependant, déjà, demain, depuis, désormais, enfin, ensuite, hier, jadis, jamais, maintenant, parfois, quand, quelquefois, soudain, souvent, sur ces entrefaites, toujours, tard, tôt, tout à coup, tout de suite, par semaine, etc.

### Adverbes de manière
Ce type d'adverbe apporte une indication de manière au mot dont il est le satellite.
- À bras-le-corps, à califourchon, à la légère, à la va-comme-je-te-pousse, à la va-vite, à l'aveuglette, à loisir, à nouveau, à tire-d'aile, à tire-larigot, à tort, à tue-tête, admirablement, ainsi, aussi, bel et bien, bien, bon marché, comme, comment, d'arrache-pied, de guingois, debout, également, ensemble, exprès, mal, mieux, n'importe comment, pis, plutôt, pour de bon, presque, tant bien que mal, vite, volontiers, etc.

À cette série, il convient d'ajouter la plupart des adverbes terminés en -ment.

### Adverbes d'affirmation
Ce type d'adverbe apporte une indication d'affirmation (ou de doute) au mot dont il est le satellite.
- Assurément, certainement, certes, oui, peut-être, précisément, probablement, sans doute, volontiers, vraiment, etc.

À l'heure actuelle, l'adverbe « oui » est plutôt employé comme une interjection.
La sémantique de ces adverbes étant de l'ordre de la modalité épistémique, ceux-ci peuvent être rapprochés des adverbes modaux.

### Adverbes de négation
Ce type d'adverbe apporte une indication de négation au mot. Un adverbe de négation forme le plus souvent une locution adverbiale : 
- Ne […] guère, ne […] jamais, ne […] pas, ne […] plus, ne […] point, ne […] rien, non, etc.

### Adverbes de quantité
Ce type d'adverbe (appelé également adverbe de degré) apporte une indication de quantité au mot dont il est le satellite. Il est utilisé dans le domaine des comparatifs et des superlatifs.
- Ainsi, assez, aussi, autant, beaucoup, combien, davantage, encore, environ, fort, guère, même, moins, peu, plus, presque, quelque, si, tant, tellement, tout, très, trop, un peu, etc.

L'adverbe de quantité peut se combiner avec la préposition « de » pour former un quantificateur :
Beaucoup de bruit pour rien.
Le quantificateur (ou locution déterminative) formé de l'adverbe « beaucoup » et de la préposition « de », actualise le nom « bruit ».

### Adverbes de relation logique
Les adverbes de relation logique expriment l'opposition, la concession, la cause ou la conséquence. Ce sont des connecteurs logiques.
- Aussi, cependant, donc, en revanche, encore, même, par ailleurs, par conséquent, par suite, pourtant, quand même, seulement, tout de même, toutefois, etc.

### Adverbes de liaison
Les adverbes de liaison (parfois appelés connecteurs, ou encore, adverbes de phrases) sont des adverbes (souvent, des adverbes de relation logique) qui ne modifient plus exactement un verbe, mais toute une proposition, voire toute une phrase. Ils ont pour rôle d'introduire celles-ci au même titre qu'une conjonction de coordination (dans de tels emplois, ces adverbes deviennent donc des mots-outils). Cette catégorie se confond partiellement avec la catégorie précédente.
- Ainsi, alors, aussi, certes, donc, en effet, ensuite, enfin, pourtant, puis, tantôt, par contre, etc.

Il mangea une pomme, puis alla immédiatement se coucher.

### Adverbes interrogatifs et exclamatifs
Ce sont des adverbes de quantité, de manière, de lieu, de cause, de temps… utilisés dans des phrases (ou des prépositions) interrogatives ou exclamatives, directes ou indirectes. À l'instar des précédents, ils perdent leur qualité de mot lexicaux pour devenir de véritables mots-outils.
- Combien, combien de, comme, comment, pourquoi, quand.

Comment est-il allé à Paris ? / J'aimerais savoir comment il est allé à Paris.  Il est allé à pied

### Adverbes modaux
Les adverbes modaux (ou adverbes modalisateurs) ont pour particularité, non pas de se rapporter à un noyau de la phrase, mais de nous informer sur l'attitude de l'énonciateur, du locuteur par rapport à son propre discours. On considère que de tels adverbes commentent plus l'énonciation que l'énoncé.
- Hélas, heureusement, malheureusement, par bonheur, certainement, etc.

ex. : Hier, j'ai capturé un faisan vivant. Je comptais le manger aujourd'hui. Or, cette nuit, il s'est malheureusement échappé du poulailler où je l'avais mis.
D'un point de vue strictement syntaxique, l'adverbe malheureusement complète le verbe s’est échappé, mais, d'un point de vue sémantique, il est difficilement concevable que le faisan en question ait pu être « malheureux » d'échapper ainsi à la casserole ! Ici, l'énonciateur indique en fait son propre point de vue sur les faits qu'il rapporte.
De tels adverbes constituent des modalisateurs du discours. Étant situés sur un autre plan que l'énoncé qui les englobe, ils sont fréquemment autonomes par rapport à la syntaxe, et se rapprochent ainsi des interjections ou des incises (exemple : car ensuite). Ainsi, dans l'exemple précédent du faisan, la dernière phrase pourrait tout aussi bien s'écrire (ou se lire) sous ces trois formes :
ex. : Or, cette nuit, il s'est, malheureusement, échappé du poulailler où je l'avais mis.
ex. : Or, cette nuit, il s'est (malheureusement !) échappé du poulailler où je l'avais mis.
ex. : Or, cette nuit, il s'est – malheureusement – échappé du poulailler où je l'avais mis.
Qui sont équivalentes en sens à :
ex. : Or, cette nuit, il s'est – pour mon malheur – échappé du poulailler où je l'avais mis.

## Sujets connexes
- Mot
- Syntaxe
- Nature (grammaire)
- Syntagme
- Fonction syntaxique
- Analyse morphosyntaxique
- Représentation (grammaire)
- Énonciation
- Liste des notions utilisées en linguistique
- Adverbe ordinal